# Pleasant Adam Hackleman

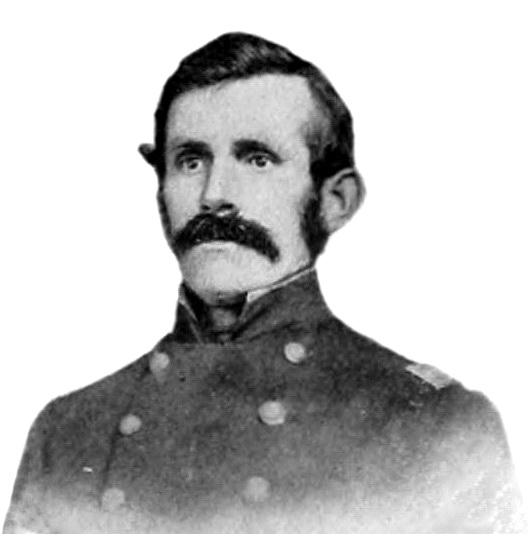
Pleasant A. Hackleman

Pleasant Adam Hackleman (* 15. November 1814 in Franklin County, Indiana; † 4. Oktober 1862 in der Schlacht von Corinth, Mississippi) war ein US-amerikanischer Jurist, Politiker der US Whig Party und der Republikanischen Partei sowie Brigadegeneral der US Army im Sezessionskrieg.

## Leben
Hackleman, Sohn von Major John Hackleman, der im Britisch-Amerikanischen Krieg von 1812 diente, war zunächst als Farmer tätig und studierte dann Rechtswissenschaften. Nach seiner anwaltlichen Zulassung ließ er sich im Mai 1837 zuerst als Rechtsanwalt in Rushville nieder, wurde er aber bereits im August 1837 zum Richter an das Nachlassgericht (Probate Court) von Rush County gewählt und war dort bis 1841 tätig.
Anschließend begann er 1841 seine politische Laufbahn, als er als Kandidat der Whig Party zum Mitglied in das Repräsentantenhaus von Indiana gewählt wurde. 1842 bewarb er sich als Kandidat der Whig Party erfolglos für ein Mandat im US-Repräsentantenhaus. Nach einer anschließenden mehrjährigen Tätigkeit als Clerk von Rush County kandidierte er als Bewerber der Republikaner 1858 abermals erfolgs für einen Sitz im US-Repräsentantenhaus. 1860 gehörte er zu den Delegierten bei der Republican National Convention in Chicago, die Abraham Lincoln zum Kandidaten für das Amt des US-Präsidenten aufstellte. Im Februar 1861 war er außerdem Teilnehmer an der Friedenskonferenz von Washington, D.C., die sich vergeblich um eine Verhinderung des Sezessionskrieges bemühte.

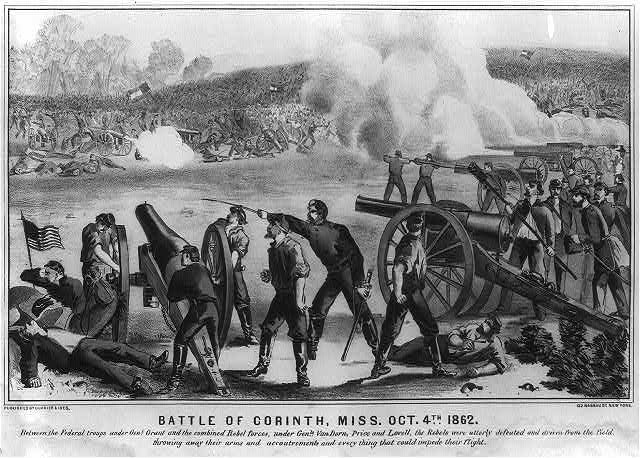
Gefecht während der zweiten Schlacht um Corinth

Nach Beginn des Bürgerkrieges trat er seinen Militärdienst an und wurde als Oberst Kommandeur des 16. Regiments von Indiana, ehe er nach der ersten Schlacht am Bull Run im Juli 1861 Verwendung in Virginia unter dem Befehl von General Nathaniel Prentiss Banks fand.
Am 28. April 1862 erfolgte seine Beförderung zum Brigadegeneral und dann im Juni 1862 seine Abkommandierung zum Stab von General Ulysses S. Grant an der südwestlichen Front. In der Folgezeit nahm er erst an der Schlacht von Iuka am 19. September 1862 teil, ehe er am zweiten Tag der zweiten Schlacht um Corinth fiel.